# Армянская незабудка

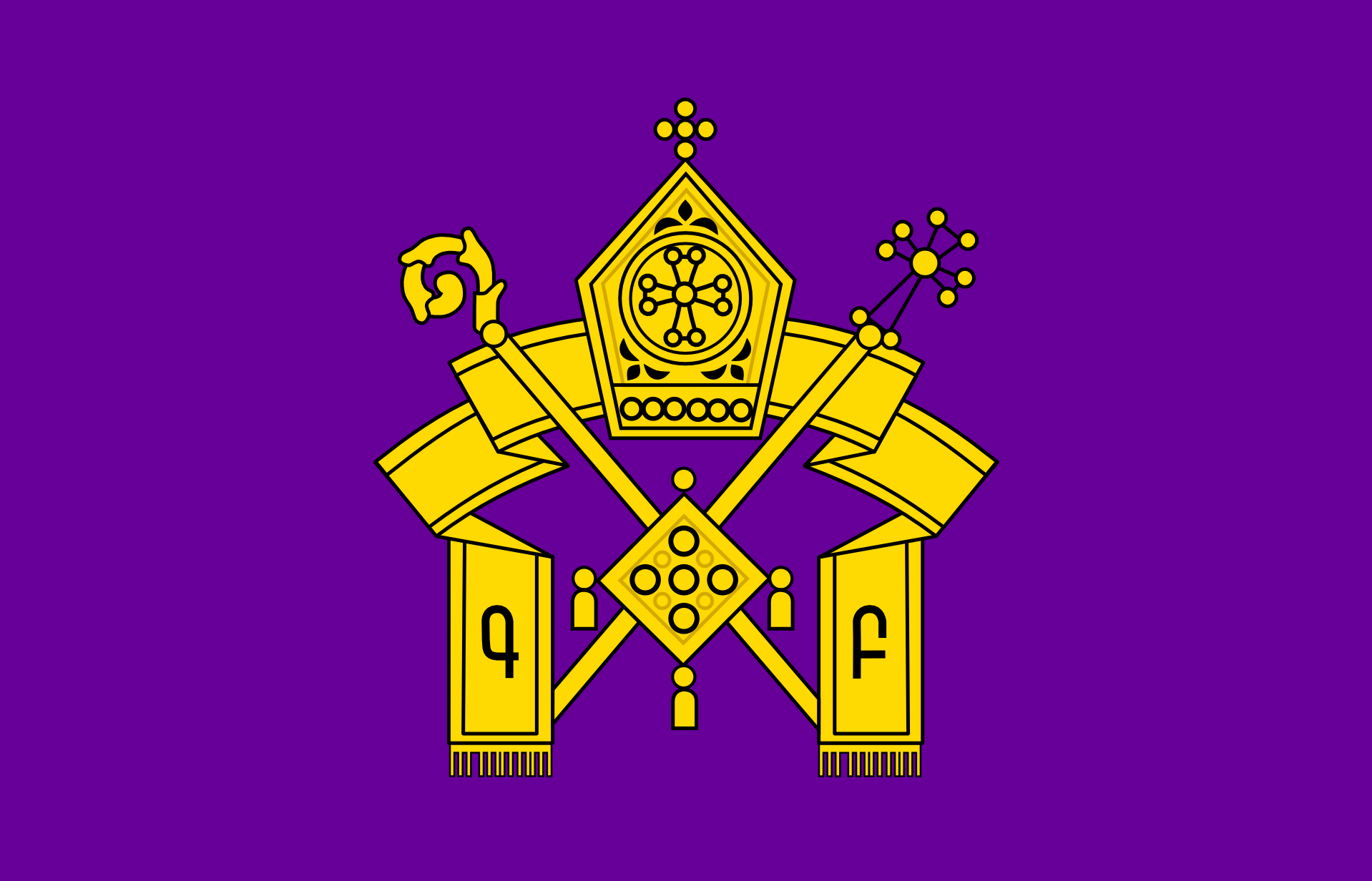
Эмблема Армянской апостольской церкви — один из источников колористической гаммы символа

«Незабу́дка» (арм. Հայկական անմոռուկ) — эмблема 100-летней годовщины со дня начала геноцида армян. Символ был разработан в 2015 году и получил широкое распространение в Армении, армянской диаспоре и среди сочувствующих.

## Создание и символика
Накануне юбилейного года рабочая группа, сформированная государственной комиссией Республики Армения по координации мероприятий, провела конкурс в два тура и по его результатам выбрала символ 2015 года. По словам Вигена Саркисяна, координатора мероприятий, посвящённых 100-летию геноцида армян, из нескольких десятков работ был выбран символ, предложенный компанией «Шарм» — цветок незабудки. «Этот цветок на всех языках имеет символический смысл — помнить, не забывать и напоминать».
Эмблема выражает тему вечной памяти, а также предназначена для символического напоминания о прошлом, настоящем и будущем армянского народа. «Избранные цвета символизируют прошлое, трагедию Геноцида, настоящее и будущее». Составные элементы цветка имеют следующее значение:
- Прошлое: чёрный центр символизирует страдания 1915 года и тёмные последствия геноцида.
- Настоящее: светло-фиолетовые маленькие лепестки  символизируют единство армянских общин по всему миру, сплотившихся вместе в воспоминании о 100-летней годовщине.
- Будущее: пять больших тёмно-фиолетовых лепестков символизируют пять континентов, где выжившие жертвы геноцида нашли новый дом. «Пять лепестков незабудки — это пять континентов, давшие пристанище армянским беженцам, которые создали там армянские общины, сформировав армянскую диаспору»[1]. Тёмно-фиолетовый цвет напоминает традиционную расцветку священнических облачений Армянской апостольской церкви, которая «была, есть и остается сердцем армянской идентичности»[2].
- Вечность: 12 трапеций, составляющих сердцевину цветка, символизируют 12 пилонов мемориала в Цицернакаберде. Жёлтый цвет обозначает свет, творческий потенциал и надежду[2].

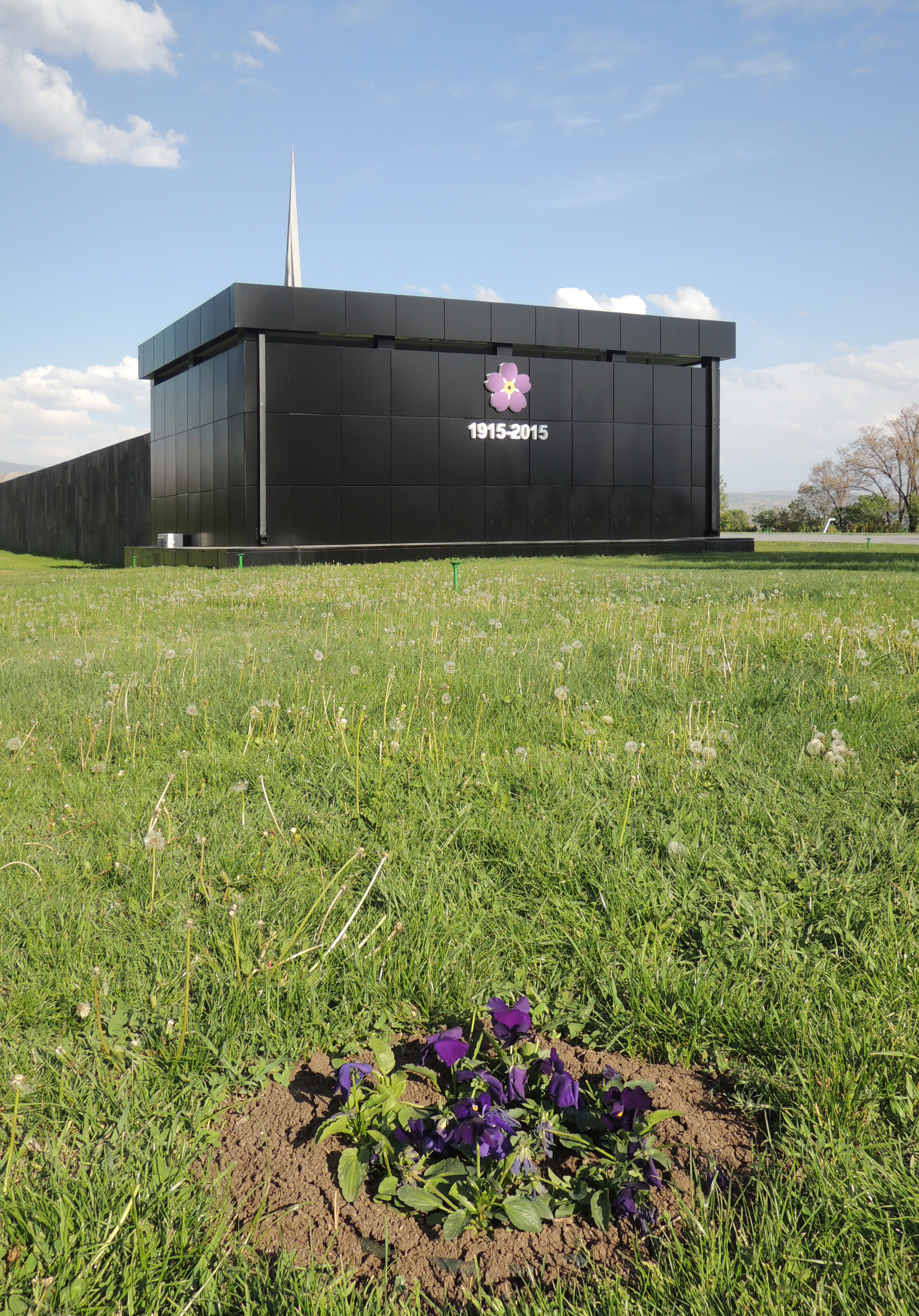
Одно из зданий в Цицернакаберде, украшенное эмблемой, и клумба с цветами

Хотя цветок, изображённый на эмблеме, в переводе с армянского языка назван «незабудкой» (аналогичный английский перевод — «forget-me-not»), от привычной незабудки он отличается цветом — использован фиолетовый, а не привычный голубой. Клумбы мемориального комплекса в Армении — «Цицернакаберда», а также в Ереване весной 2015 года были засажены не незабудками, а крупными фиолетовыми фиалками с однотонной окраской лепестков.
Эмблема может использоваться отдельно или в сопровождении девиза «Помню и требую». «Избранный девиз намеренно подчеркнутый и персонифицированный, чтоб каждый, произнося эти слова, вспоминал историю своей семьи, пережитую нами трагедию и то требование, которое мы видим в этом контексте, представил всему миру», — сказал Виген Саркисян, руководитель аппарата президента Армении, координатор мероприятий, посвящённых 100-летию геноцида армян.

## Распространение

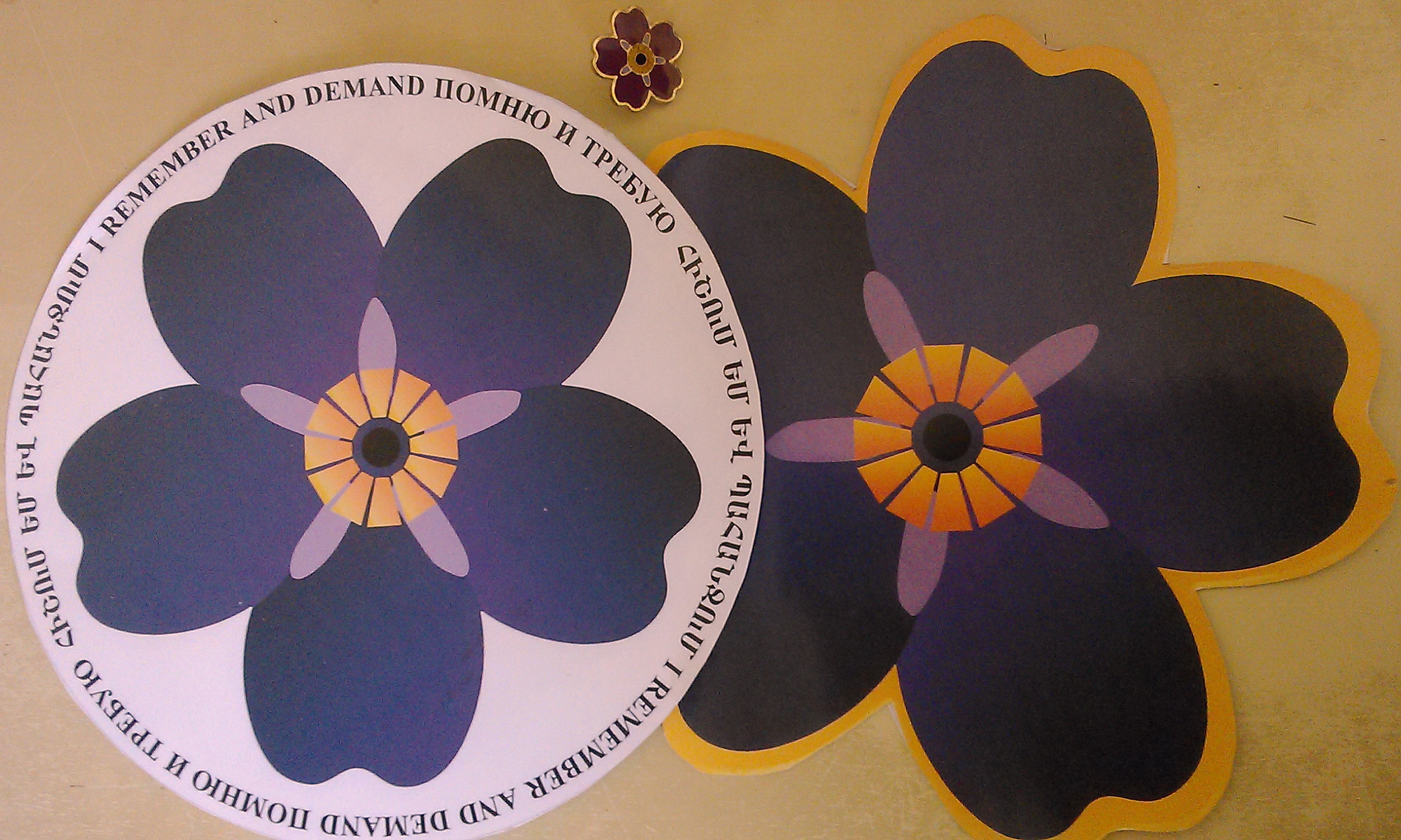
Сувениры — наклейки и значок

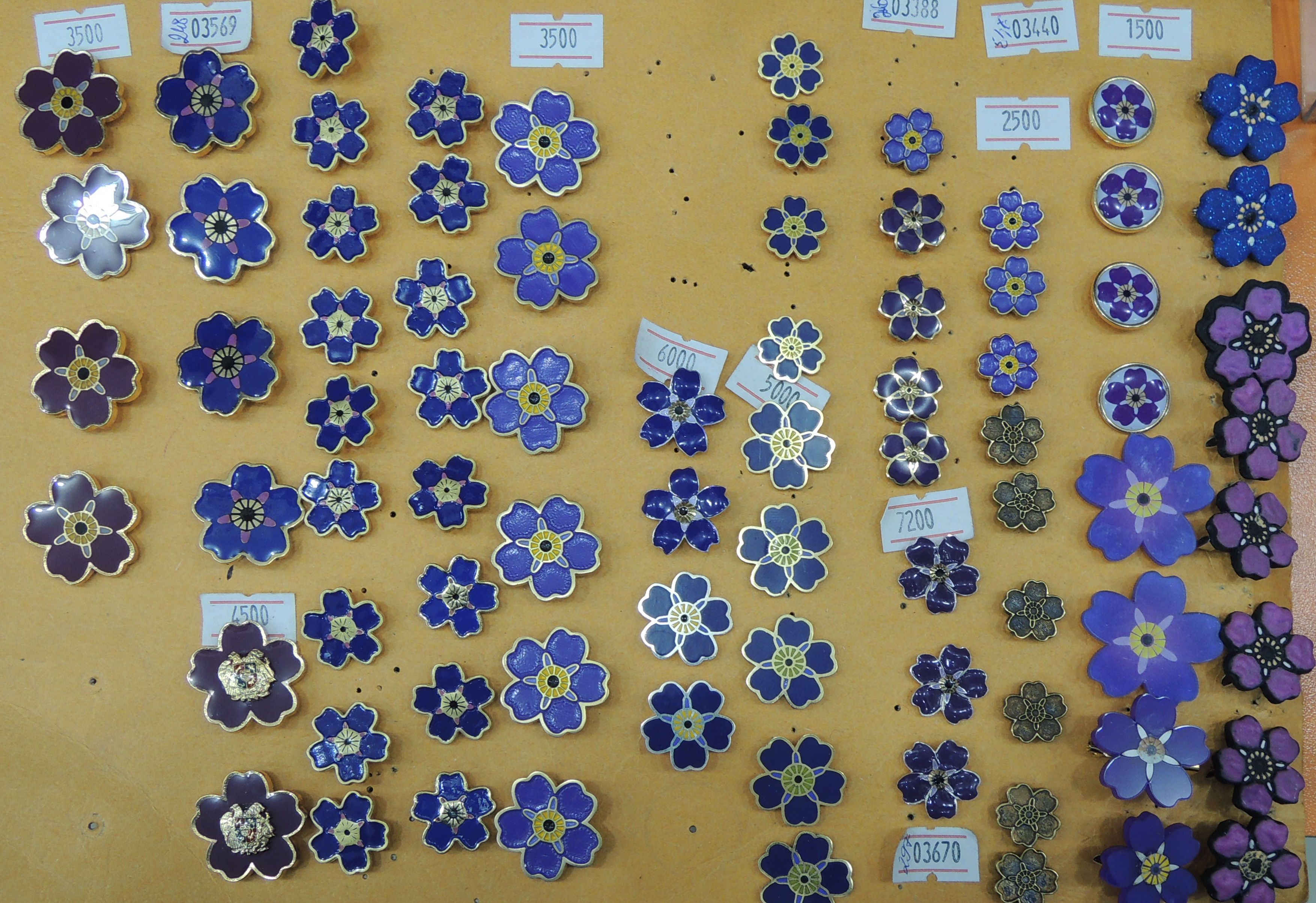
Сувениры — значки

В течение поминальных мероприятий весной 2015 года эмблема активно использовалась:
- 4 апреля в мемориальном комплексе «Цицернакаберд» делегации 60 стран создали венок-незабудку[4].
- На конкурсе Евровидение-2015 шесть участников конкурса со стороны Армении символизировали незабудку[5].
- Символика с изображением незабудки украсила витрины множества магазинов и кафе, а также стёкла автомобилей в столице Армении, и других городах по всему миру. Фиолетовый цвет стал использоваться в оформлении государственных учреждений, в том числе школ. Было выпущено множество сувениров с изображением цветка — наклейки, значки, брелоки, майки[6][7].
- 29 января 2015 года Почта Армении выпустила в обращение серию из 7-ми стандартных марок, посвящённых 100-летию геноцида — с изображением незабудки[8].

Массовость акции и её популизм вызвала осуждение среди некоторых представителей армянской интеллигенции, осуждающих её официозность.
На сайте, созданном для координирования мероприятий, посвящённых 100-летию геноцида армян, указано, что символ «Незабудка» защищён авторским правом. Исключительным правом на его использование обладает государство. Те организации или частные предприниматели, которые пожелают использовать «Незабудку» для организации сувенирного производства, должны обратиться за разрешением, однако множество независимых предпринимателей используют её для оформления собственной продукции.